# Christian Stöcker

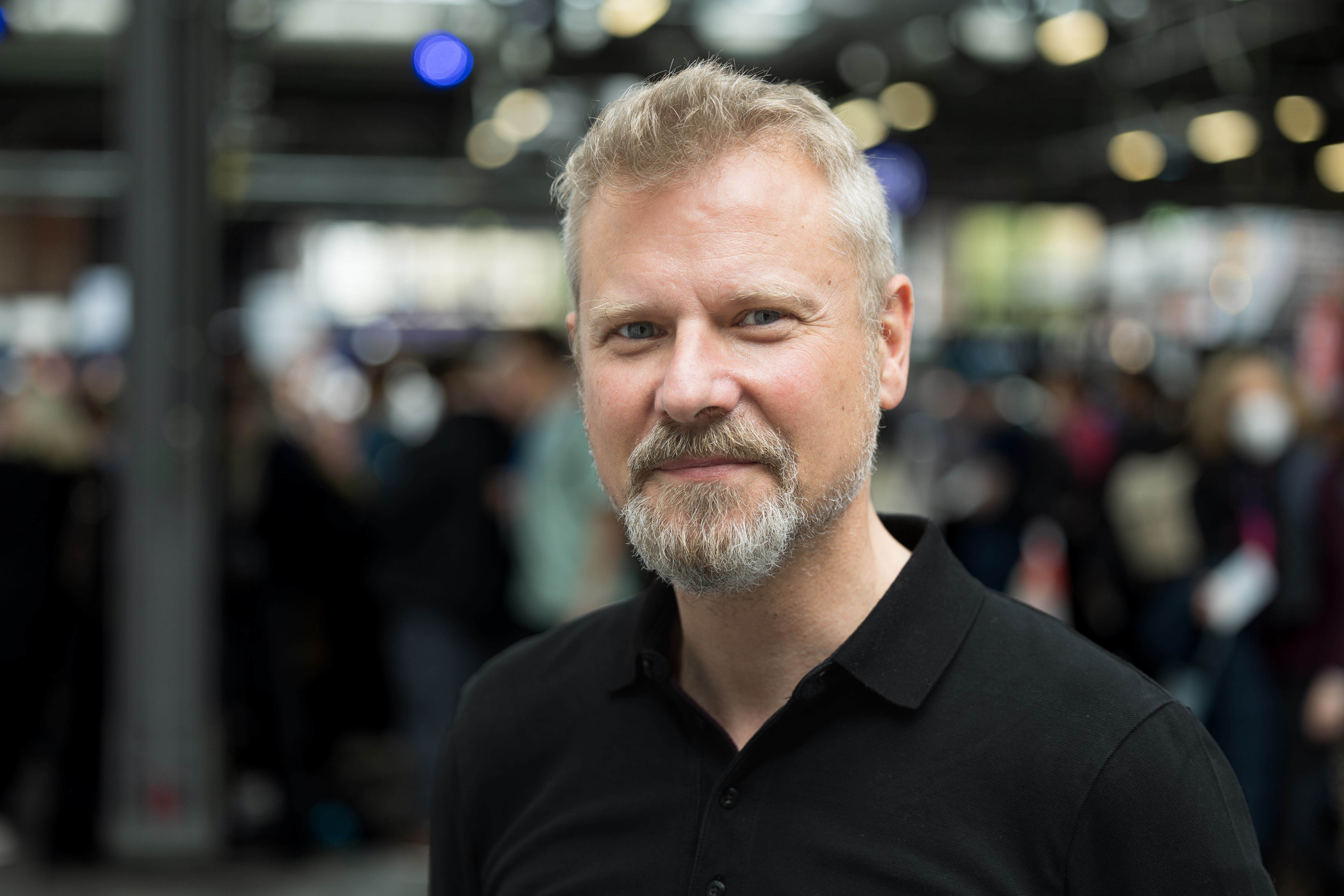
Christian Stöcker (2024)

Christian Stöcker (* 1. Februar 1973 in Würzburg) ist ein deutscher Journalist, Autor und Fachhochschul-Professor.

## Leben
Christian Stöcker studierte Psychologie an der Julius-Maximilians-Universität Würzburg sowie an der University of Bristol. 2003 wurde er in Würzburg im Fach Kognitive Psychologie mit einer Arbeit zum Thema Der Einfluss von Handlungseffekten auf den Erwerb und die Ausführung von Bewegungssequenzen zum Dr. phil. promoviert, anschließend studierte er Kulturkritik in München an der Bayerischen Theaterakademie. Parallel dazu publizierte er in dieser Zeit beispielsweise für die Süddeutsche Zeitung, Die Zeit und Spiegel Online. Ab 2005 wurde er bei Spiegel Online in den Ressorts Wissenschaft und Netzwelt tätig; 2011 bis 2016 leitete er dort das Ressort Netzwelt.
2007 veröffentlichte Stöcker sein erstes Sachbuch über Second Life, 2011 erschien Nerd Attack!, laut Untertitel „eine Geschichte der digitalen Welt vom C64 bis zu Twitter und Facebook“. Zusammen mit Ole Reißmann und Konrad Lischka stellte er 2012 im Buch We are Anonymous die weltweit agierende Internet-Bewegung Anonymous dar. Ab 2013 gehörte Stöcker beim Spiegel zu dem Team, das von Edward Snowden zur Verfügung gestellte Dokumente der NSA und anderer Geheimdienste auswertete und veröffentlichte.
2016 wurde Christian Stöcker als Professor für Digitale Kommunikation an die Hochschule für Angewandte Wissenschaften Hamburg berufen: Dort leitete er den Master-Studiengang Digitale Kommunikation und ist an mehreren Forschungsprojekten beteiligt, die Fragen der Wechselwirkung von digitaler Medientechnologie, Journalismus und Öffentlichkeit betreffen. Bei Spiegel Online hat Stöcker weiterhin eine wöchentliche Kolumne, die sonntags unter dem Titel Der Rationalist erscheint. 2020 erschien sein Buch Das Experiment sind wir über den Umgang der Menschheit mit den exponentiellen Veränderungen der großen Beschleunigung. Inhalte des Buchs wurden zum Gegenstand von zwei Dokumentarfilmen für 3sat, an denen Stöcker auch vor der Kamera mitwirkte; 2022 trat er auch in der ZDF-Dokureihe „Grauzone“ als Reporter auf. In seinem Buch Männer, die die Welt verbrennen (2024) zeigt Stöcker auf, welche internationalen Netzwerke hinter fossiler Energie- und Klima-Desinformation stecken und was das mit Petromaskulinität zu tun hat. Als Sachverständiger für Fragen des Einflusses von Digitalisierung und Algorithmen auf Öffentlichkeit, Journalismus und Chancengleichheit beriet er den Deutschen Bundestag, die Landtage von Thüringen und Schleswig-Holstein sowie die Enquete-Kommission Künstliche Intelligenz des Deutschen Bundestags. 2021 und 2022 gehörte er dem Beirat der Hamburger Standortinitiative nextMedia an. Bis Ende 2022 war Stöcker „Media Fellow“ bei der Denkfabrik The New Institute; außerdem war er Gründungsmitglied der Jury des Deutschen Computerspielpreises, der er bis 2020 angehörte.

## Rezeption
Der Medienwissenschaftler Bernhard Pörksen zählt Stöcker zu den „besten Klimareporterinnen und -reportern“ Deutschlands.

## Schriften (Auswahl)
- Der Einfluss von Handlungseffekten auf den Erwerb und die Ausführung von Bewegungssequenzen. Dissertation Universität Würzburg, Würzburg 2002[24]
- Second Life. Eine Gebrauchsanweisung für die digitale Wunderwelt. Goldmann Verlag, München 2007, ISBN 978-3-442-12983-6.
- Virtuelle Räume und reale Erregungszyklen. Die Hysterie der Medien um »Second Life« und was wirklich dran ist an dreidimensionalen Web-Welten. In: Publizistik. Vierteljahreshefte für Kommunikationsforschung, Bd. 53, 2008.
- Nerd Attack! Eine Geschichte der digitalen Welt vom C64 bis zu Twitter und Facebook. Deutsche Verlags-Anstalt, München; Spiegel-Buchverlag, Hamburg 2011, ISBN 978-3-421-04509-6.
  - Auch: Schriftenreihe, Bd. 1215 der Bundeszentrale für politische Bildung, BpB, Bonn 2011, ISBN 978-3-8389-0215-9.[25]
- mit Ole Reißmann, Konrad Lischka: We are Anonymous. Die Maske des Protests. Wer sie sind, was sie antreibt, was sie wollen (= Goldmann. Lesen erleben, Bd. 10240). Goldmann Verlag, München 2012, ISBN 978-3-442-10240-2.
- als Hrsg.: Spielmacher – Gespräche mit Pionieren der Gamesbranche. E-Book. Spiegel-Verlag, Hamburg 2013, ISBN 978-3-87763-150-8.
- Das Experiment sind wir. Unsere Welt verändert sich so atemberaubend schnell, dass wir von Krise zu Krise taumeln. Wir müssen lernen, diese enorme Beschleunigung zu lenken. Blessing Verlag, München 2020, ISBN 978-3-89667-677-1.
- Männer, die die Welt verbrennen – Der entscheidende Kampf um die Zukunft der Menschheit. Ullstein Verlag, Berlin 2024, ISBN 978-3-550-20282-7.

## Auszeichnungen
- 2010: Preis für Wissenschaftspublizistik der Deutschen Gesellschaft für Psychologie[26]
- 2011: Liste „Wissenschaftsjournalisten des Jahres“, Medium Magazin[27]
- 2018: Lehrpreis „Ausgezeichnet“ der Claussen-Simon-Stiftung[28]
- 2024: Publikumspreis in der Kategorie "Zündstoff", Wissensbuch des Jahres[29], für "Männer, die die Welt verbrennen"